# ルイス・フェリペ・フォンテレス
ルイス・フェリペ・マルケス・フォンテレス（Luiz Felipe Marques Fonteles、1984年6月19日 - ）は、ブラジルの元男子バレーボール選手。元ブラジル代表。

## 来歴
クリチバ出身。ユース代表として出場した2000年U-17南米選手権で優勝し、ベストスパイカー賞を受賞。ジュニア代表として出場した2003年U-21世界選手権で銀メダルを獲得した。同年スーパーリーガからイタリア・セリエAのモデナへ移籍し、2004年CEVカップ優勝を経験。ブラジル代表として出場した2005年南米選手権で優勝した。
2007年に日本のVプレミアリーグのパナソニックパンサーズに移籍。「フェリッペ」の登録名でプレーし、2007-2008シーズン優勝に貢献するとともにベスト6に選出。黒鷲旗全日本選抜大会においてもベスト6に選出された。
2009年にギリシャのオリンピアコスに移籍し、シーズン途中に退団した。
2011年、第60回黒鷲旗全日本選抜大会にて再びパナソニックでプレーした。
2020年、ジェイテクトSTINGSに入団し2シーズンプレーした。2022年の第70回黒鷲旗全日本選抜大会では、チームの準優勝に貢献し、自身もベスト6を受賞した。

## 所属クラブ
- ECバネスパ（2002-2003年）
- パッラヴォーロ・モデナ（2003-2007年）
- パナソニックパンサーズ（2007-2009年）
- オリンピアコスCFP（2009-2010年）
- ミナス・テニス・クルーベ（2010-2011年）
- RJXリオデジャネイロ（2011-2012年）
- ザクサ・ケンジェジン・コジレ（2012-2013年）
- フェネルバフチェSK（2013-2014年）
- Vôlei Taubaté（2014-2016年）
- ハルクバンク・アンカラ（2016-2017年）
- SESI-SP（2017-2019年）
- Vôlei Taubaté（2019-2020年）
- ジェイテクトSTINGS（2020-2022年）

## 受賞歴
- 2013年 - ポーランドカップ MVP、ベストスパイカー
- 2013年 - 2012/13欧州チャンピオンズリーグ ベストサーバー
- 2022年 - 2021-22 V.LEAGUE DIVISION1 フェアプレー賞
- 2022年 - 第70回黒鷲旗全日本選抜大会 ベスト6